# Crosby Garrett
Crosby Garrett är en by (hamlet) och en civil parish i Cumbria i nordvästra England. Orten har 112 invånare (2001). Den har en kyrka.